# نیروگاه سیکل ترکیبی ماهشهر
نیروگاه سیکل ترکیبی ماهشهر (استان خوزستان، ماهشهر، کیلومتر ۹ جاده پتروشیمی به شهر چمران) یکی از نیروگاه‌های ایران از نوع سیکل ترکیبی با ظرفیت تولید ۹۶۸ مگاوات است که شامل ۴ واحد گازی ۱۶۲ مگاواتی و ۲ واحد بخار ۱۶۰ مگاواتی در زمینی به مساحت ۱۰۰ هکتار است. بخش گازی این نیروگاه در سال ۱۳۹۵ به بهره‌برداری رسید.
سوخت این نیروگاه گاز طبیعی و سوخت پشتیبان نفت گاز (گازوئیل) است.
کارفرما؛ سازمان توسعه برق ایران، پیمانکار؛ شرکت مپنا، پیمانکار ساختمانی شرکت ایستافر و مشاور عالی پروژه ساخت این نیروگاه شركت مهندسی قدس نیرو و مشاور نظارت کارگاهی نیروگاه ماهشهر شرکت توسعه انرژی متین است.

## روزشمار ساخت و هزینه نیروگاه
عملیات اجرایی ساخت این نیروگاه از سال ۱۳۸۸ شروع شده‌است و اکنون در حال احداث می‌باشد. ۳ واحد از ۴ واحد گازی با شبکه سراسری سنکرون شده و در حال بهره‌برداری می‌باشد. هزینه احداث فاز اول این نیروگاه شامل چهار واحد گازی را بیش از ۴۰۰ میلیارد تومان برآورد شده‌است.